# Alejandra Guzmán

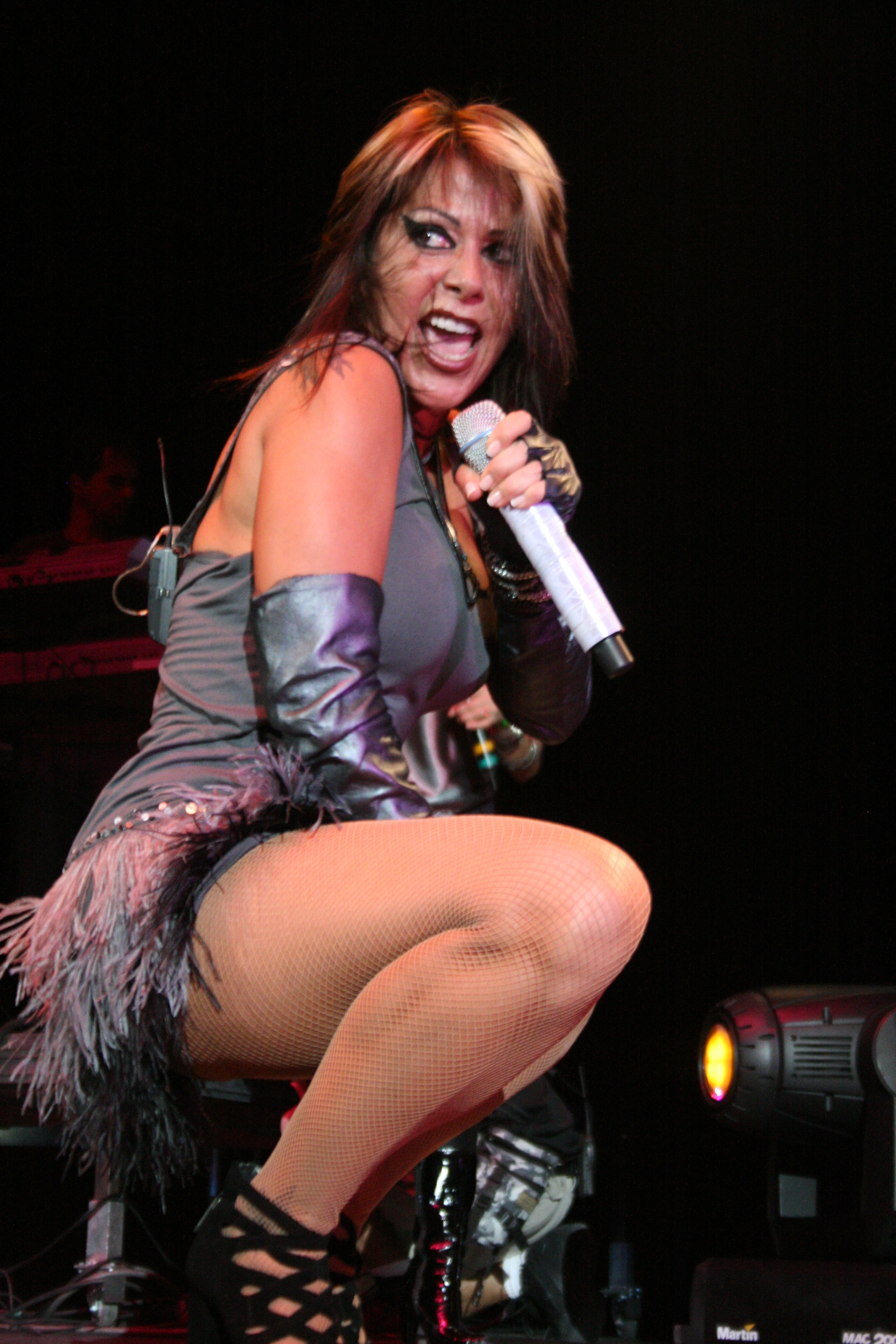
Alejandra Guzmán (2009)

Alejandra Guzmán (* 9. Februar 1968) ist eine mexikanische Rock-Sängerin und Schauspielerin. Sie ist die Tochter der mexikanischen Schauspielerin Silvia Pinal und des venezolanischen Rock-’n’-Roll-Sängers Enrique Guzmán.

## Karriere
Nachdem sie zunächst mit der Theatertruppe ihrer Mutter unterwegs war, spielte Guzmán ihre anspielungsreiche Debüt-CD Bye Mama ein und beschloss fortan als Sängerin weiterzumachen. Sie hat seit den späten 1980er und 1990er Jahren in ganz Latein-Amerika ihre Fans. Sie gilt nicht nur in Mexiko als die „amtierende“ Queen of Rock and Roll, obwohl ihr letztes Album Algo Natural bereits 1999 veröffentlicht wurde. Einer ihrer größten Hits ist der Titel Eternamente Bella (Eternally Beautiful), mit dem sie Platz 1 der Hitparade in Mexiko und weiteren lateinamerikanischen Ländern erreichte. Er gilt dort schon heute als ein moderner Klassiker.
1991 bekam sie eine Tochter, die sie aus Verehrung für die Künstlerin Frida Kahlo Frida taufte. Im Jahr 2000 heiratete sie einen deutschen Geschäftsmann, der jedoch bald darauf in den USA als Betrüger angeklagt wurde. Sie ließ sich schon bald wieder von ihm scheiden. Obwohl Alejandra Guzmán sich nicht etwa abschottet und im Gegenteil den Kontakt mit ihren Fans sucht, wurde sie zeitweise von Paparazzi regelrecht belagert. Dabei wurde sie im April 2003 Opfer eines Zwischenfalls, der zur Folge hatte, dass sie eine Fehlgeburt erlitt, für die sie die Medien verantwortlich machte.

## Diskografie

### Studioalben
| Jahr | Titel Musiklabel                         | Höchstplatzierung, Gesamtwochen, AuszeichnungChartplatzierungen (Jahr, Titel, Musiklabel, Platzierungen, Wochen, Auszeichnungen, Anmerkungen) | Höchstplatzierung, Gesamtwochen, AuszeichnungChartplatzierungen (Jahr, Titel, Musiklabel, Platzierungen, Wochen, Auszeichnungen, Anmerkungen) | Höchstplatzierung, Gesamtwochen, AuszeichnungChartplatzierungen (Jahr, Titel, Musiklabel, Platzierungen, Wochen, Auszeichnungen, Anmerkungen) | Höchstplatzierung, Gesamtwochen, AuszeichnungChartplatzierungen (Jahr, Titel, Musiklabel, Platzierungen, Wochen, Auszeichnungen, Anmerkungen) | Anmerkungen                                               |
| Jahr | Titel Musiklabel                         | US | Latin | ES | MX | Anmerkungen                                               |
| ---- | ---------------------------------------- | --- | --- | --- | --- | --------------------------------------------------------- |
| 1988 | Bye Mamá Melody Internacional            | — | — | — | — | Erstveröffentlichung: 1988                                |
| 1989 | Dame Tu Amor Melody Internacional        | — | — | — | — | Erstveröffentlichung: 11. Juli 1989                       |
| 1990 | Eternamente Bella Universal Music Mexico | — | — | — | — | Erstveröffentlichung: 8. Mai 1990                         |
| 1991 | Flor De Papel                            | — | — | — | — | Erstveröffentlichung: 1991                                |
| 1993 | Libre RCA Records                        | — | — | — | — | Erstveröffentlichung: 1993                                |
| 1994 | Enorme RCA Records                       | — | — | — | — | Erstveröffentlichung: 1994                                |
| 1996 | Cambio De Piel RCA Records               | — | — | — | — | Erstveröffentlichung: 1996                                |
| 1998 | Gypsy GEA S.A. de C.V.                   | — | — | — | — | Erstveröffentlichung: 1998 mit Silvia Pinal; Musicalalbum |
| 1999 | Algo Natural RCA Records                 | — | — | — | MX— GoldMX | Erstveröffentlichung: 14. September 1999                  |
| 2001 | Soy                                      | — | Latin19 (19 Wo.)Latin | — | MX— GoldMX | Erstveröffentlichung: 23. Oktober 2001                    |
| 2004 | Lipstick                                 | — | Latin36 (1 Wo.)Latin | — | — | Erstveröffentlichung: 23. März 2004                       |
| 2006 | Indeleble RCA Records                    | — | Latin22 (16 Wo.)Latin | — | MX1 (42 Wo.)MX | Erstveröffentlichung: 4. April 2006                       |
| 2007 | Fuerza EMI Mexico                        | — | Latin53 (2 Wo.)Latin | — | MX8 Platin · (42 Wo.)MX | Erstveröffentlichung: 26. November 2007                   |
| 2009 | Único EMI Mexico                         | — | Latin41 (3 Wo.)Latin | — | MX8 Gold · (30 Wo.)MX | Erstveröffentlichung: 24. November 2009                   |
| 2015 | A + no poder RCA Records                 | — | Latin32 (1 Wo.)Latin | — | MX6 (15 Wo.)MX | Erstveröffentlichung: 11. September 2015                  |
| 2017 | Versus Universal Music Latin             | US77 (1 Wo.)US | Latin1 (6 Wo.)Latin | ES94 (1 Wo.)ES | MX1 Gold · (57 Wo.)MX | Erstveröffentlichung: 23. Juni 2017 mit Gloria Trevi      |

grau schraffiert: keine Chartdaten aus diesem Jahr verfügbar

### Livealben
| Jahr | Titel                                              | Höchstplatzierung, Gesamtwochen, AuszeichnungChartplatzierungen (Jahr, Titel, Platzierungen, Wochen, Auszeichnungen, Anmerkungen) | Höchstplatzierung, Gesamtwochen, AuszeichnungChartplatzierungen (Jahr, Titel, Platzierungen, Wochen, Auszeichnungen, Anmerkungen) | Höchstplatzierung, Gesamtwochen, AuszeichnungChartplatzierungen (Jahr, Titel, Platzierungen, Wochen, Auszeichnungen, Anmerkungen) | Höchstplatzierung, Gesamtwochen, AuszeichnungChartplatzierungen (Jahr, Titel, Platzierungen, Wochen, Auszeichnungen, Anmerkungen) | Anmerkungen                            |
| Jahr | Titel                                              | US | Latin | ES | MX | Anmerkungen                            |
| ---- | -------------------------------------------------- | --- | --- | --- | --- | -------------------------------------- |
| 2011 | 20 Años de Éxitos En Vivo con Moderatto EMI Mexico | — | Latin20 (13 Wo.)Latin | — | MX2 ×3Dreifachgold · (26 Wo.)MX                                                                                                   | Erstveröffentlichung: 21. Juni 2011    |
| 2014 | Primera fila Sony Music Mexico                     | — | Latin6 (7 Wo.)Latin | — | MX1 ×3Dreifachgold · (56 Wo.)MX                                                                                                   | Erstveröffentlichung: 3. Dezember 2013 |
| 2018 | Versus World Tour Universal Music Latin            | — | Latin38 (4 Wo.)Latin | — | — | mit Gloria Trevi                       |

Weitere Livealben 
- 1997: La Guzman

### Kompilationen
| Jahr | Titel                              | Höchstplatzierung, Gesamtwochen, AuszeichnungChartplatzierungen (Jahr, Titel, Platzierungen, Wochen, Auszeichnungen, Anmerkungen) | Höchstplatzierung, Gesamtwochen, AuszeichnungChartplatzierungen (Jahr, Titel, Platzierungen, Wochen, Auszeichnungen, Anmerkungen) | Höchstplatzierung, Gesamtwochen, AuszeichnungChartplatzierungen (Jahr, Titel, Platzierungen, Wochen, Auszeichnungen, Anmerkungen) | Höchstplatzierung, Gesamtwochen, AuszeichnungChartplatzierungen (Jahr, Titel, Platzierungen, Wochen, Auszeichnungen, Anmerkungen) | Anmerkungen                                                |
| Jahr | Titel                              | US | Latin | ES | MX | Anmerkungen                                                |
| ---- | ---------------------------------- | --- | --- | --- | --- | ---------------------------------------------------------- |
| 2003 | Lo Esencial de Alejandra Guzmán    | — | — | — | MX67 (9 Wo.)MX | Erstveröffentlichung: 11. März 2003 Charteinstieg MX: 2007 |
| 2007 | Reina De Corazones: La Historia... | — | Latin22 (9 Wo.)Latin | — | — | Erstveröffentlichung: 31. Juli 2007                        |

grau schraffiert: keine Chartdaten aus diesem Jahr verfügbar

### Singles
| Jahr | Titel Album                                           | Höchstplatzierung, Gesamtwochen, AuszeichnungChartplatzierungen (Jahr, Titel, Album, Platzierungen, Wochen, Auszeichnungen, Anmerkungen) | Höchstplatzierung, Gesamtwochen, AuszeichnungChartplatzierungen (Jahr, Titel, Album, Platzierungen, Wochen, Auszeichnungen, Anmerkungen) | Anmerkungen                           |
| Jahr | Titel Album                                           | Latin | MX | Anmerkungen                           |
| ---- | ----------------------------------------------------- | --- | --- | ------------------------------------- |
| 1990 | Eternamente Bella                                     | Latin20 (18 Wo.)Latin | — |                                       |
| 1991 | Cuidado Cuidado Con El Corazon Eternamente Bella      | Latin18 (12 Wo.)Latin | — |                                       |
| 1991 | Reina De Corazones Flor De Papel                      | Latin27 (5 Wo.)Latin | — |                                       |
| 1991 | Hacer El Amor Con Otro Flor De Papel                  | Latin16 (16 Wo.)Latin | — |                                       |
| 1991 | Rosas Rojas Flor De Papel                             | Latin36 (7 Wo.)Latin | — |                                       |
| 1993 | Mala Hierba Libre                                     | Latin10 (11 Wo.)Latin | — |                                       |
| 1995 | Despertar Enorme                                      | Latin23 (3 Wo.)Latin | — |                                       |
| 2001 | De Verdad Soy                                         | Latin22 (17 Wo.)Latin | — |                                       |
| 2006 | Volverte a Amar Indeleble                             | Latin6 (20 Wo.)Latin | MX— ×2Doppelgold (Mastertone)MX |                                       |
| 2008 | Soy Solo Un Secreto Fuerza                            | Latin12 (18 Wo.)Latin | — |                                       |
| 2010 | Mentiras Piadosas Único                               | Latin29 (10 Wo.)Latin | — |                                       |
| 2011 | Dia De Suerte 20 Años de Éxitos En Vivo con Moderatto | Latin9 (20 Wo.)Latin | — |                                       |
| 2013 | Mi Peor Error (Primera fila) Primera fila             | Latin12 (20 Wo.)Latin | — | Erstveröffentlichung: 8. Oktober 2013 |
| 2014 | Para Mi (Primera fila) Primera fila                   | Latin49 (2 Wo.)Latin | — |                                       |

grau schraffiert: keine Chartdaten aus diesem Jahr verfügbar
Weitere Singles
- 2006: Quiero Estar Contigo (MX: Gold (Mastertone))

### Gastbeiträge
| Jahr | Titel Album                 | Höchstplatzierung, Gesamtwochen, AuszeichnungChartplatzierungen (Jahr, Titel, Album, Platzierungen, Wochen, Auszeichnungen, Anmerkungen) | Höchstplatzierung, Gesamtwochen, AuszeichnungChartplatzierungen (Jahr, Titel, Album, Platzierungen, Wochen, Auszeichnungen, Anmerkungen) | Anmerkungen                                                               |
| Jahr | Titel Album                 | Latin | MX | Anmerkungen                                                               |
| ---- | --------------------------- | --- | --- | ------------------------------------------------------------------------- |
| 2011 | Tan solo tu En primera fila | Latin14 (19 Wo.)Latin | MX— PlatinMX | Erstveröffentlichung: 21. März 2011 Franco de Vita feat. Alejandra Guzmán |

grau schraffiert: keine Chartdaten aus diesem Jahr verfügbar